# Diasporidion
Diasporidion is een kevergeslacht uit de familie van de boktorren (Cerambycidae). De wetenschappelijke naam van het geslacht werd voor het eerst geldig gepubliceerd in 1968 door Martins.

## Soorten
Diasporidion omvat de volgende soorten:
- Diasporidion argentinense (Martins, 1962)
- Diasporidion duplicatum (Gounelle, 1909)